# San Juan-szigetek
A San Juan-szigetek az Amerikai Egyesült Államok Washington államának San Juan megyéjéhez tartozó szigetcsoport. A több mint 400 sziget és szikla közül 128 rendelkezik névvel.
A térség a szárazföld felől komppal vagy repülővel közelíthető meg.

## Történet
Francisco de Eliza spanyol felfedező 1791-ben érkezett a térségbe; a szigetcsoportot Isla y Archiepelago de San Juannak nevezte el. Az expedíció Juan Vicente de Güemes, Spanyolország alkirályának megbízásából zajlott; több sziget is az ő nevét viseli.

### Határvita
Az 1846-os oregoni egyezmény értelmében a Vancouver-sziget brit terület maradt, azonban a megállapodás a vízi határokról nem rendelkezett. A San Juan-szigetek az 1852-ben Oregon Territórium létrejött Island megye részét képezték; a megye egy évvel később Washington Territóriumhoz került.
1855-ben Washington ingatlanadót vetett ki a Hudson’s Bay Company tulajdonaira, amelyet a vállalat nem fizetett be. A territórium az elmaradt bevételeket az ingatlanok eladásából akarta pótolni. A San Juan-szigetekre a britek és az amerikaiak is igényt tartottak; a vita az 1859-es disznó-háborúhoz vezetett. Mivel a két fél nem tudott megegyezni, a döntés I. Vilmos német császár kezében volt. A határt 1872-ben a Haro-szoros mentén húzták meg.
A környékbeli vizeket egységesen Szalis-tengernek nevezték el.

## Élővilág
A szigetcsoporton él az USA egybefüggő területeinek legnagyobb fehérfejű rétisas-populációja, de trombitás hattyúk, kanadai ludak, szalagos baglyok és márványos törpelummák is előfordulnak. A nem őshonos seregélyek által kiirtott mexikói kékmadarat önkéntesek és természetvédelmi szervezetek visszatelepítették.
A szigetek legnagyobb emlősfaja a brit columbiai öszvérszarvas. A farkasok helyben az 1860-as években kihaltak. A Dr. Caleb B. R. Kennerly által begyűjtött farkast a Nemzeti Természettörténeti Múzeumban állították ki.
A kulcsfajnak számító kanadai hód az 1850-es években a Hudson’s Bay Company tevékenysége miatt eltűnt a szigetcsoportról, de újra felfedezhetőek a faj jelenlétére utaló nyomok. A térségben egykor tengeri vidrák is éltek.
Az 1890-es években a szabadon engedett üregi nyulak jelentősen elszaporodtak a szigeteken; ellenségük a szintén nem őshonos vörös róka.
A San Juan-szigeteki Nemzeti Emlékhelyen 75 kiállítás tekinthető meg.

## Vízi teherszállítás
A szigetcsoport körül több teherszállítási útvonal is húzódik. A legforgalmasabb a Haro és Boundary szorosokon keresztül vezető útvonal, amely a Juan de Fuca és a Georgia szorosokat köti össze. A Vancouver kikötőjét a Csendes-óceánnal összekötő útvonalon nagyobb dagályok is előfordulhatnak.
A Rosario-szoroson évente ötszáz, az Anacortes környéki finomítók felől érkező tankerhajó kel át; az útvonalat az Alaszkába és Bellinghambe tartó járművek is használják.

## Fordítás
- Ez a szócikk részben vagy egészben  a   San Juan Islands című angol Wikipédia-szócikk ezen változatának fordításán alapul.  Az eredeti cikk szerkesztőit annak laptörténete sorolja fel. Ez a jelzés csupán a megfogalmazás eredetét és a szerzői jogokat jelzi, nem szolgál a cikkben szereplő információk forrásmegjelöléseként.